# Tatjana Iwanowna Iwanowa
Tatjana Iwanowna Iwanowa (russisch Татьяна Ивановна Иванова; englisch Tatiana Ivanova; * 16. Februar 1991 in Tschussowoi) ist eine russische Rennrodlerin.

## Karriere
Tatjana Iwanowa, die in ihrem Geburtsort lebt, betreibt seit 2000 den Rennrodelsport. Sie fuhr in der Saison 2007/08 im Junioren-Weltcup der Rennrodlerinnen und belegte dort in der Gesamtwertung Rang fünf, bestes Einzelergebnis war ein dritter Platz im letzten Saisonrennen in Calgary. In Igls debütierte die junge Russin in der Saison 2008/09 im Rennrodel-Weltcup und wurde dort 21. Schon in ihrem zweiten Rennen auf der selektiven Bahn von Sigulda konnte Iwanowa Achte werden und damit ihre erste Top-Ten-Platzierung erreichen. Am Ende der Saison belegte sie mit 206 Punkten den 17. Platz in der Gesamtwertung. Auch in der Saison 2009/10 schaffte es Iwanowa zweimal unter die besten Zehn im Weltcup. Ihren größten Erfolg feierte sie bei den Rennrodel-Europameisterschaften 2010 in Sigulda, als sie überraschend vor Corinna Martini und Nina Reithmayer die Goldmedaille gewann. Allerdings waren die drei deutschen Favoritinnen wegen ihrer Olympiavorbereitung nicht am Start. Iwanowa war die erste Russin, die eine Goldmedaille bei einem internationalen Rennrodel-Großereignis gewinnen konnte und war zudem die erste Nichtdeutsche, die seit Gerda Weißensteiner 1994 den europäischen Titel bei den Frauen gewinnen konnte. Bei den Olympischen Winterspielen 2010 in Vancouver erreichte sie den vierten Platz, wobei sie die Bronzemedaille nur um 8/100 Sekunden verpasste. Bei den Rennrodel-Weltmeisterschaften 2012 in Altenberg wurde sie Vizeweltmeisterin im Einsitzer und im Team. Zwei Wochen später gewann sie am 25. Februar 2012 ihr erstes Weltcuprennen in Paramonowo, das zugleich als Europameisterschaft gewertet wurde.
Bei den Olympischen Winterspielen 2014 in Sotschi gewann sie im Team die Silbermedaille. Diese Medaille wurde der russischen Mannschaft nach Dopingveröffentlichungen (McLaren-Report) im Dezember 2017 aberkannt und Iwanowa gemeinsam mit weiteren russischen Sportlern lebenslang für die Olympischen Spiele gesperrt. Im Februar 2018 machte der Internationale Sportgerichtshof wegen ungenügender Beweislage die Aberkennung ihrer Medaille rückgängig und hob die Sperre auf.
Bei den Rennrodel-Weltmeisterschaften 2019 in Winterberg gewann Iwanowa gemeinsam mit Semjon Pawlitschenko sowie dem Doppel Wladislaw Juschakow und Juri Prochorow den Titel in der Teamstaffel, nachdem sie zuvor schon Siebte des Sprints und Vierte im Einzelrennen wurde.
Bei den Olympischen Spielen in Peking, konnte sie im Einsitzer die Bronzemedaille erringen.

## Erfolge

### Weltcupsiege
Einsitzer
| Nr. | Datum         | Ort               | Bahn                                    |
| --- | ------------- | ----------------- | --------------------------------------- |
| 1.  | 26. Jan. 2012 | Paramonowo        | Rennrodel- und Bobbahn Paramonowo       |
| 2.  | 16. Dez. 2012 | Sigulda           | Rennrodel- und Bobbahn Sigulda          |
| 3.  | 1. Feb. 2015  | Lillehammer       | Bob- und Rennschlittenbahn Hunderfossen |
| 4.  | 10. Jan. 2016 | Sigulda           | Rennrodel- und Bobbahn Sigulda          |
| 5.  | 7. Feb. 2016  | Sotschi           | Sliding Center Sanki                    |
| 6.  | 15. Jan. 2017 | Sigulda (Sprint)  | Rennrodel- und Bobbahn Sigulda          |
| 7.  | 18. Feb. 2017 | Pyeongchang       | Olympic Sliding Centre                  |
| 8.  | 27. Jan. 2018 | Sigulda           | Rennrodel- und Bobbahn Sigulda          |
| 9.  | 28. Jan. 2018 | Sigulda (Sprint)  | Rennrodel- und Bobbahn Sigulda          |
| 10. | 12. Jan. 2019 | Sigulda           | Rennrodel- und Bobbahn Sigulda          |
| 11. | 23. Nov. 2019 | Innsbruck         | Olympia Eiskanal Igls                   |
| 12. | 13. Dez. 2019 | Whistler          | Whistler Sliding Centre                 |
| 13. | 14. Dez. 2019 | Whistler (Sprint) | Whistler Sliding Centre                 |
| 14. | 18. Jan. 2020 | Lillehammer       | Bob- und Rennschlittenbahn Hunderfossen |
| 15. | 10. Jan. 2021 | Sigulda           | Rennrodel- und Bobbahn Sigulda          |
| 16. | 9. Jan. 2022  | Sigulda (Sprint)  | Rennrodel- und Bobbahn Sigulda          |

Teamstaffel
| Nr. | Datum         | Ort        | Bahn                                 |
| --- | ------------- | ---------- | ------------------------------------ |
| 1.  | 20. Feb. 2011 | Sigulda    | Rennrodel- und Bobbahn Sigulda       |
| 2.  | 19. Jan. 2014 | Altenberg  | DKB-Eiskanal                         |
| 3.  | 7. Feb. 2016  | Sotschi    | Sliding Center Sanki                 |
| 4.  | 15. Jan. 2017 | Sigulda    | Rennrodel- und Bobbahn Sigulda       |
| 5.  | 1. Dez. 2018  | Whistler   | Whistler Sliding Centre              |
| 6.  | 12. Nov. 2020 | Altenberg  | Rennschlitten- und Bobbahn Altenberg |
| 7.  | 23. Feb. 2020 | Winterberg | Bobbahn Winterberg                   |
| 8.  | 10. Jan. 2021 | Sigulda    | Rennrodel- und Bobbahn Sigulda       |